# Aema buin
Aema buin (en coreano, 애마부인) es una película de drama romántico erótico surcoreana de 1982. Fue un éxito de taquilla, además de ser una de las dos únicas películas en vender más de 100.000 entradas en Seúl durante el año de 1982.

## Sinopsis
Mientras su esposo está en prisión, Oh Su-bi se involucra en aventuras extramatrimoniales. Mientras se prepara para partir hacia Francia con uno de sus amantes, su esposo es liberado y ella regresa con él.

## Reparto
- Ahn So-young como Madame Aema (Oh Su-bi)[1]
- Lim Dong-jin como El esposo de Aema (Shin Hyun-wu)
- Hah Myung-joong
- jae-young
- Kim Jin Kyu
- Jeon Shook
- Kim Ae Kyung
- Kim Seon-hui
- Luna Tai-sol
- Kim Min-gyu

## Interversión del Gobierno, éxito y secuelas
Aema buin fue la primera película erótica que se hizo después de que el gobierno de Corea del Sur comenzara a relajar su control de la industria cinematográfica y la promulgación de la llamada "Ley 3S". La única interferencia del gobierno fue cambiar los caracteres chinos utilizados en el título de la película. Los censores del gobierno insistieron en que los caracteres del título se cambiaran de "愛 馬 婦人" (literalmente, Dama amante de los caballos) a "愛麻婦人" (literalmente, Dama amante del cáñamo). Ambas versiones del título se pronuncian, "Aema Buin", una pista de la película francesa Emmanuelle (1974), que había sido popular en Corea. La película surcoreana más sexualmente explícita realizada hasta su época, el éxito de Madame Aema marcó el comienzo de una era de películas eróticas similares durante la década de 1980, como Mulberry (1986), del director Lee Doo-yong. La película fue sucedida por 10 secuelas, lo que la convierte en la serie de mayor duración en la historia del cine coreano.